# 호르헤 루이스 캄포스
호르세 루이스 캄포스 벨라스쿠아스(스페인어: Jorge Luis Campos Velázquez, 1970년 8월 11일 ~)는 파라과이의 은퇴한 축구 선수이자, 포지션은 윙어였다. 캄포스는 2002년 슬로베니아와의 조별리그 최종전에서 결승골을 기록하고, 팀의 16강 진출을 이끌었다.

## 경력
- 1992 바르셀로나 올림픽 국가대표
- 1995 코파 아메리카 국가대표
- 1998 프랑스 월드컵 국가대표
- 2002 한일 월드컵 국가대표